# The Blade (Ashley Monroe)
The Blade è il terzo album in studio della cantante di musica country statunitense Ashley Monroe, pubblicato nel luglio 2015.

## Tracce
1. On to Something Good (Ashley Monroe, Barry Dean, Luke Laird) – 3:50
2. I Buried Your Love Alive (Monroe, Matraca Berg) – 3:14
3. Bombshell (Monroe, Steve McEwan, Gordie Sampson) – 3:17
4. Weight of the Load (Monroe, Vince Gill) – 3:59
5. The Blade (Marc Beeson, Jamie Floyd, Allen Shamblin) – 3:27
6. Winning Streak (Monroe, Jessi Alexander, Chris Stapleton) – 3:10
7. From Time to Time (Monroe, Justin Davis, Sarah Zimmermann) – 4:03
8. If Love Was Fair (Monroe, Alexander, Steve Moakler) – 3:48
9. Has Anybody Ever Told You (Monroe, Tyler Cain) – 3:52
10. Dixie (Monroe, Davis, Zimmermann) – 3:26
11. If the Devil Don't Want Me (Monroe, Alexander, Stapleton) – 3:40
12. Mayflowers (Monroe, Brendan Benson) – 3:40
13. I'm Good at Leavin' (Monroe, Alexander, Miranda Lambert) – 3:14